# Annika Olbrich

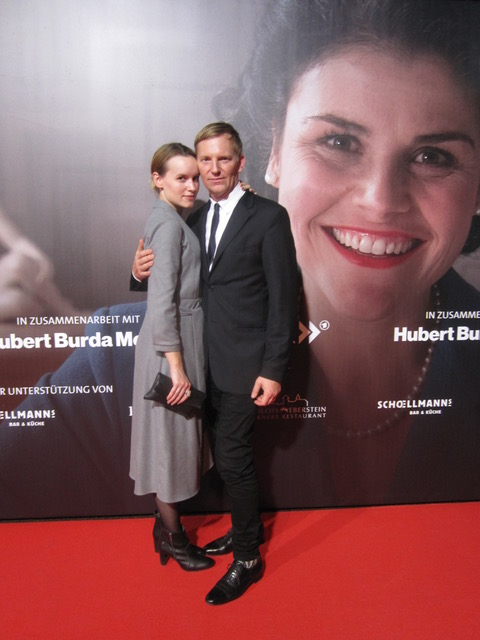
Annika Olbrich mit ihrem Kollegen Christoph Glaubacker bei der Premiere von Aenne Burda – Die Wirtschaftswunderfrau

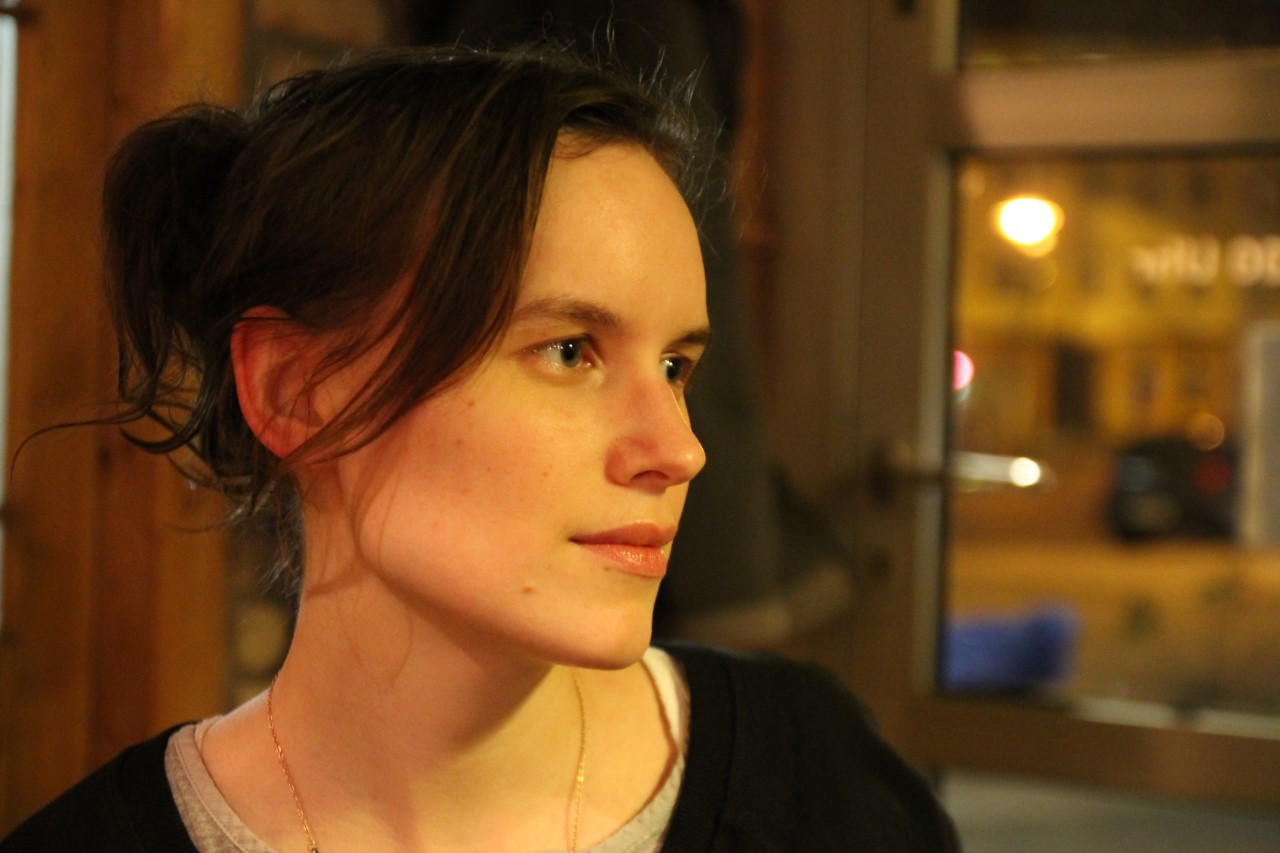
Annika Olbrich

Annika Olbrich (* 4. November 1985 in Lahnstein) ist eine deutsche Schauspielerin.

## Leben
Olbrich studierte von 2006 bis 2010 Schauspiel an der Otto-Falckenberg-Schule in München. Während ihres Studiums spielte sie am Residenztheater und an den Münchner Kammerspielen, unter anderem in Stefan Puchers Inszenierung Der Sturm, die 2008 zum Berliner Theatertreffen eingeladen wurde.
Von 2009 bis 2013 spielte sie am Schauspiel Köln (Theater des Jahres 2010 und 2011 / Intendanz: Karin Beier) und am Düsseldorfer Schauspielhaus, unter anderem in Johan Simons’ und Paul Koeks Inszenierung Kasimir und Karoline, eine Koproduktion mit dem NTGent, die 2010 das Berliner Theatertreffen eröffnete.
Bisher arbeitete sie unter anderem mit Jürgen Kruse, Dieter Giesing, Felix Rothenhäusler und Schorsch Kamerun.
Vor ihrem Schauspielstudium übernahm Olbrich die Hauptrolle in dem Koblenzer Spielfilm LaBoom Exklusiv! (Regie: Jeff Green), der 2007 auf der Berlinale zu sehen war.
Unter der Regie von Christian Schwochow spielt sie in Die Unsichtbare, Der Turm (Grimme-Preis), Die Täter – Heute ist nicht alle Tage (Grimme-Preis) und Bad Banks (Grimme-Preis). In Francis Meletzkys ARD-Zweiteiler Aenne Burda – Die Wirtschaftswunderfrau übernimmt sie 2018 eine der Hauptrollen.
Das Dokudrama Ich bin! Margot Friedländer, indem Annika Olbrich die Rolle der Kostümbildnerin Hanna Litten übernimmt, gewinnt 2024 den Deutschen Fernsehpreis.
Olbrich lebt in Berlin.

## Filmografie
- 2003: LaBoom Exklusiv!, Regie: Jeff Green
- 2008: Der Sturm (Aufzeichnung Münchner Kammerspiele), Regie: Stefan Pucher
- 2010: Tatort: Keine Polizei, Regie: Kaspar Heidelbach
- 2010: Die Unsichtbare, Regie: Christian Schwochow
- 2012: Der Turm, Regie: Christian Schwochow
- 2012: Alle rennen nach dem Glück, Regie: Laura Solbach
- 2013: Frauchen und die Deiwelsmilch, Regie: Thomas Bohn
- 2015: Letzte Ausfahrt Gera – Acht Stunden mit Beate Zschäpe, Regie: Raymond Ley
- 2015: Mitten in Deutschland: NSU – Die Täter – Heute ist nicht alle Tage, Regie: Christian Schwochow
- 2015: James Dean lernt kochen, Regie: Michael Blume
- 2016: Sternchen, Regie: Michael Blume
- 2016: SOKO Leipzig – Der Wert des Lebens, Regie: Jörg Mielich
- 2017: Bad Banks, Regie: Christian Schwochow
- 2018: Aenne Burda – Die Wirtschaftswunderfrau, Regie: Francis Meletzky
- 2018: Der Bergdoktor – Ein ganzes Leben, Regie: Jan Bauer
- 2019: In aller Freundschaft – Die jungen Ärzte, Regie: Micaela Zschieschow
- 2019: Bad Banks, Regie: Christian Zübert
- 2021: Furia (Fernsehserie, zwei Folgen, Regie: Lars Kraume, Magnus Martens)
- 2021: Notruf Hafenkante, Regie: Oren Schmuckler
- 2021: Zwei Leben für Europa, Regie: Gordian Maugg
- 2021: Die Bergretter, Regie: Frauke Thielecke
- 2022: WaPo Berlin, Regie: Sascha Thiel
- 2022: Die Therapie, Regie: Thor Freudenthal
- 2023: Ich bin! Margot Friedländer, Regie: Raymond Ley
- 2025: Die Notärztin, Regie: Jan Haering

## Theater (Auswahl)
- 2007–2009: Der Sturm, Münchner Kammerspiele, Regie: Stefan Pucher / Berliner Theatertreffen 2008
- 2008: Confession of Aggression (Feridun Zaimoglu, Günter Senkel) Münchner Kammerspiele, Regie: Tobias Yves Zintel
- 2009: Richard III., Münchner Kammerspiele, Regie: Claudia Bauer
- 2009–2010: Der zerbrochne Krug, Residenztheater, Regie: Tina Lanik
- 2009–2013: Kasimir und Karoline, Schauspiel Köln, Regie: Johan Simons, Paul Koek / Berliner Theatertreffen 2010
- 2010–2013: Das Leben ist ein Traum, Schauspiel Köln, Regie: Jürgen Kruse
- 2010–2013: Das Fest (Thomas Vinterberg, Mogens Rukov), Schauspiel Köln, Regie: Dieter Giesing
- 2010–2013: Des Kaisers neue Kleider, Schauspiel Köln, Regie: Schorsch Kamerun
- 2012–2013: Delhi, ein Tanz (Iwan Alexandrowitsch Wyrypajew), Düsseldorfer Schauspielhaus, Regie: Felix Rothenhäusler